# Aortální stenóza

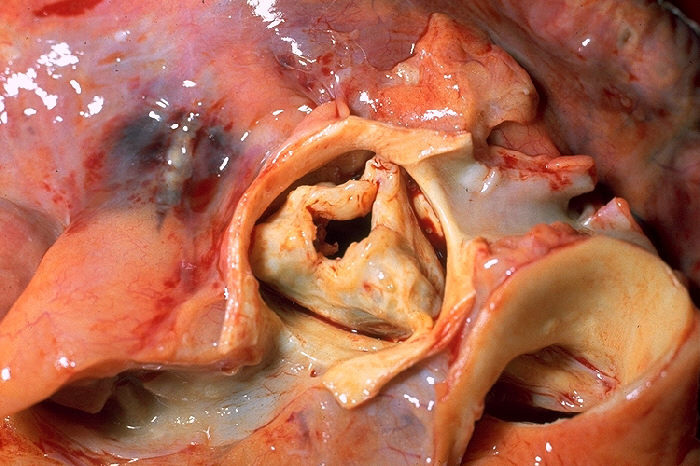
Ukázka aortální stenózy

Aortální stenóza (AS), jinak též stenóza aortální chlopně (zúžení aortální chlopně), je srdeční vada, při které dochází ke zúžení aortální chlopně a tím pádem vzniku překážky při odvodu krve z levé srdeční komory. Následkem toho dochází k tlakovému přetížení této komory a jejímu postupnému zbytnění.
Aortální stenóza může být vrozená nebo získaná (minimálně 10 %; může jít například o revmatickou horečku). Mezi příznaky aortální stenózy patří omdlení, bolest na hrudi, bušení srdce, častá únava či kašel. U léčby závisí na závažnosti AS, může být chirurgická a dochází při ní k výměně aortální chlopně. Ve vyspělých státech světa patří AS mezi nejčastěji operované srdeční vady.